# Le Ponchel
Le Ponchel település Franciaországban, Pas-de-Calais megyében. Lakosainak száma 212 fő (2022. január 1.). Le Ponchel Vaulx, Auxi-le-Château, Gennes-Ivergny, Willencourt és Vitz-sur-Authie községekkel határos.

## Népesség
A település népességének változása:
| Lakosok száma | 213  | 203  | 206  | 207  | 211  | 215  | 213  | 212  | 212  |
|               | 2013 | 2015 | 2016 | 2017 | 2018 | 2019 | 2020 | 2021 | 2022 |